# Teaksläktet
Teaksläktet (Tectona) är ett släkte i familjen verbenaväxter som omfattar tre arter träd. Cantino, P. D. et al. 1992 vill dock föra släktet till familjen kransblommiga växter.
Den viktigaste arten är teak (Tectona grandis), ett storvuxet träd som härstammar från Indien och andra sydostasiatiska stater, som är inplanterat i flera andra länder med tropiskt klimat. Inga teakarter förekommer i Sverige.

## Användning
Genom en avverkningsmetod med ringbarkning på rot där trädet sedan får torka under två år erhålls ett träslag med särskilt goda egenskaper för träindustrins tillverkning av möbler och inredningsdetaljer för både ute- och innebruk. Virket blir mörkt rödbrunt, hårt, tungt, elastiskt och oljehaltigt, med stor motståndskraft mot väta och angrepp. Veden innehåller kiselsyra, vilket gör att bearbetningen av virket utsätter maskinerna för stort slitage. Oljehalten gör materialet svårlimmat, men det är möjligt med rätt lim och rätt metoder.